# Distrito de Leipzig
El distrito de Leipzig es uno de los diez distritos que, junto con las tres ciudades independientes de Chemnitz, Leipzig y Dresde, forman el estado alemán de Sajonia. Limita al norte con Sajonia Septentrional y la ciudad de Dresde, al este también con el distrito de Sajonia Septentrional, al sur con Sajonia Central y al oeste con el estado de Sajonia-Anhalt. Su capital es la ciudad de Borna.
Tiene un área de 1646 km², una población a finales de 2016 de 258 333 habitantes y una densidad de población de 160 hab/km².

## Historia
El distrito fue formado en agosto de 2008 a partir de los antiguos distritos de Comarca de Leipzig y Valle del Mulde.

## Ciudades y municipios
| Ciudades | Ciudades | Municipios                                                                         | Municipios                                                             | Municipios |
| --- | --- | ---------------------------------------------------------------------------------- | ---------------------------------------------------------------------- | ---------- |
| 1. Bad Lausick 2. Böhlen 3. Borna 4. Brandis 5. Colditz 6. Frohburg 7. Geithain 8. Grimma 9. Groitzsch 10. Kitzscher | 1. Markkleeberg 2. Markranstädt 3. Naunhof 4. Pegau 5. Regis-Breitingen 6. Rötha 7. Trebsen 8. Wurzen 9. Zwenkau | 1. Belgershain 2. Bennewitz 3. Borsdorf 4. Elstertrebnitz 5. Großpösna 6. Lossatal | 1. Machern 2. Neukieritzsch 3. Otterwisch 4. Parthenstein 5. Thallwitz |            |